# The Family Madrigal
«The Family Madrigal» —en Hispanoamérica titulada en su propia versión como «La familia madrigal»— es una canción de la película animada de Disney Encanto (2021), lanzada como parte de la banda sonora de la película el 19 de noviembre de 2021 por Walt Disney Records. Fue escrita por el cantautor estadounidense Lin-Manuel Miranda, y cantada casi en su totalidad por la actriz argentinoestadounidense Stephanie Beatriz, con un pequeño estribillo de la actriz estadounidense Olga Merediz; "The Family Madrigal" es el número de apertura de Encanto, y es interpretado por las protagonistas Mirabel y Alma Madrigal, respectivamente, en la película.
Mirabel presenta a su familia colombiana multigeneracional y sus poderes mágicos a la audiencia con la canción, que ha sido descrita como una melodía uptempo de vallenato con un finalrapeado. Los críticos de música elogiaron su instrumentación folclórica y su naturaleza alegre. Comercialmente, alcanzó los números 7, 18 y 20 en las listas UK Singles, Irish Singles y US Billboard Hot 100.
Mirabel describe a su familia Madrigal y explica cuales son sus dones. 
Por ejemplo: Luisa, súper fuerza 
Isabela: crear hermosas flores
Dolores: escuchar todo 
Camilo: transformarse 
Antonio: hablar con los animales
Julieta: curar a la gente con comida 
Pepa: controlar el clima 
Bruno: ver el futuro

## Trasfondo
«The Family Madrigal» es una canción de la película de fantasía musical animada por computadora de Disney de 2021, Encanto. Es la canción de apertura de la banda sonora de la película, lanzada por Walt Disney Records el 19 de noviembre de 2021. «The Family Madrigal» fue escrita por el músico estadounidense Lin-Manuel Miranda. La canta principalmente la actriz estadounidense Stephanie Beatriz, quien da voz a la protagonista de la película, Mirabel Madrigal. Olga Merediz, quien brinda la voz de canto a la abuela de Mirabel, Alma Madrigal, aparece brevemente en la canción.

## Letra y composición
«The Family Madrigal» es una melodía de vallenato, impulsada por instrumentos folclóricos colombianos como el acordeón, la caja vallenata y la guacharaca. Mirabel interpreta la canción para presentar a los personajes principales de la película (la familia Madrigal) y sus "dones" mágicos a la audiencia. Miranda dijo que la canción estaba inspirada en "Belle", la canción de apertura de La bella y la bestia (1991). La melodía del verso de Abuela es la misma que la de "Dos Oruguitas".

## Recepción de la crítica
La escritora de Billboard, Katie Atkinson, calificó la canción como una pista "increíblemente animada". El crítico de ScreenRant, Jeremy Crabb, elogió su melodía pegadiza y dijo que "hace un buen trabajo al presentar a cada personaje de la familia y las habilidades que poseen", mientras que Martyn Warren, del mismo sitio web, dijo que "es una canción enérgica y divertida que seguramente cualquiera bailará". Drew Taylor de The Wrap escribió que la canción ofrece "lo que es esencialmente una exposición de la manera más pegadiza posible".

## Desempeño comercial
«The Family Madrigal» alcanzó el puesto 7 en la UK Singles Chart, y el número 18 en la Irish Singles Chart, y el 20 en la lista Billboard Hot 100 de EE. UU.